# Toolangi
Toolangi is een plaats in de Australische deelstaat Victoria en telt 871 inwoners (2006).